# Stone Park (Illinois)
Stone Park es una villa ubicada en el condado de Cook en el estado estadounidense de Illinois. En el Censo de 2010 tenía una población de 4946 habitantes y una densidad poblacional de 5.551,34 personas por km².

## Geografía
Stone Park se encuentra ubicada en las coordenadas 41°54′12″N 87°52′51″O / 41.90333, -87.88083. Según la Oficina del Censo de los Estados Unidos, Stone Park tiene una superficie total de 0.89 km², todos los cuales corresponden a tierra firme.

## Demografía
Según el censo de 2010, había 4946 personas residiendo en Stone Park. La densidad de población era de 5.551,34 hab./km². De los 4946 habitantes, Stone Park estaba compuesto por el 45.57% blancos, el 1.98% eran afroamericanos, el 1.15% eran amerindios, el 2.12% eran asiáticos, el 0.16% eran isleños del Pacífico, el 45.53% eran de otras razas y el 3.48% pertenecían a dos o más razas. Del total de la población el 88.13% eran hispanos o latinos de cualquier raza.

## Educación
El Distrito 209 de Escuelas Secundarias del Municipio de Proviso gestiona escuelas preparatorias.